# Fandango (De Boeck)
Fandango is een compositie voor harmonieorkest of fanfare van de Belgische componist Marcel De Boeck.